# Kākolestān
Kākolestān (persiska: كاكُلِستانِ عُليا, كاگِلِستان, كاكِلِستان, Kākolestān-e ‘Olyā, کاکلستان, Kākestān) är en ort i Iran.   Den ligger i provinsen Lorestan, i den centrala delen av landet, 300 km sydväst om huvudstaden Teheran. Kākolestān ligger 1 794 meter över havet och antalet invånare är 116.
Terrängen runt Kākolestān är bergig söderut, men norrut är den kuperad. Kākolestān ligger nere i en dal.Runt Kākolestān är det glesbefolkat, med 17 invånare per kvadratkilometer. Närmaste större samhälle är Bāgh-e Laţīfān, 7,4 km nordväst om Kākolestān. Trakten runt Kākolestān består i huvudsak av gräsmarker.